# 럭스젠 S3
럭스젠 S3(영어: Luxgen S3)는 럭스젠에서 2016년부터 2020년까지 생산했던 5인승 세단이다.

## 개요

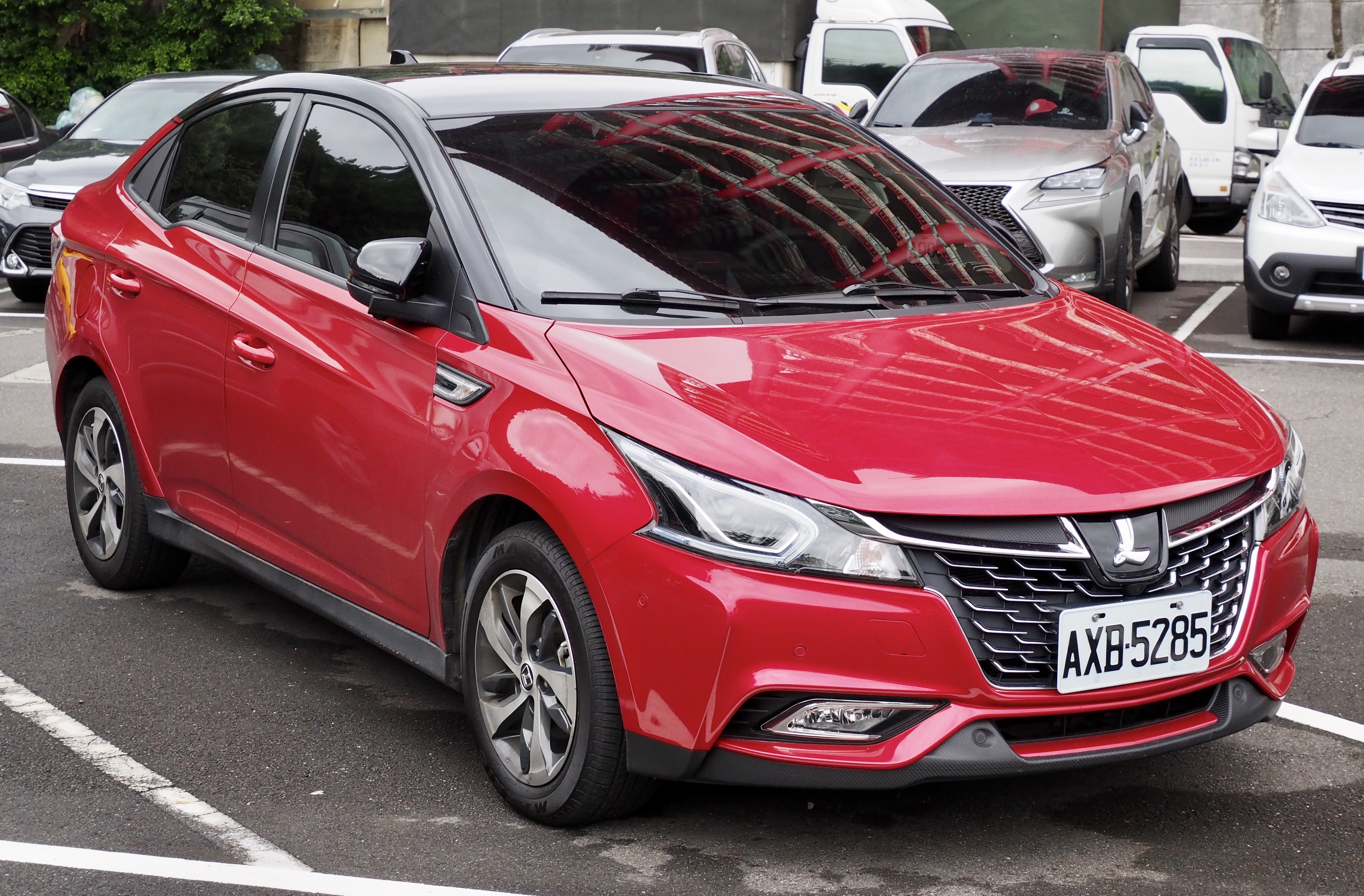
럭스젠 S3 세단 전면

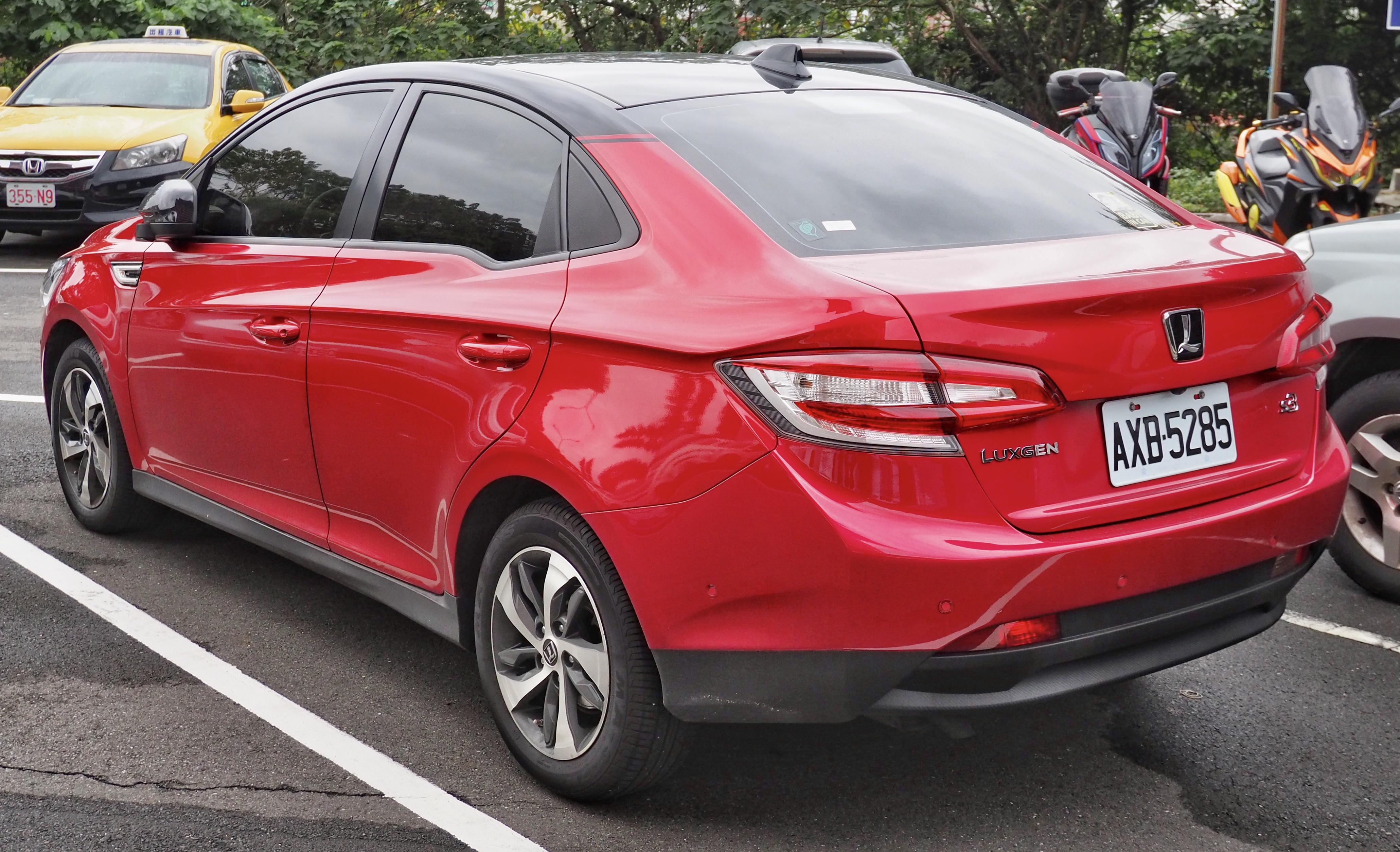
럭스젠 S3 세단 후면

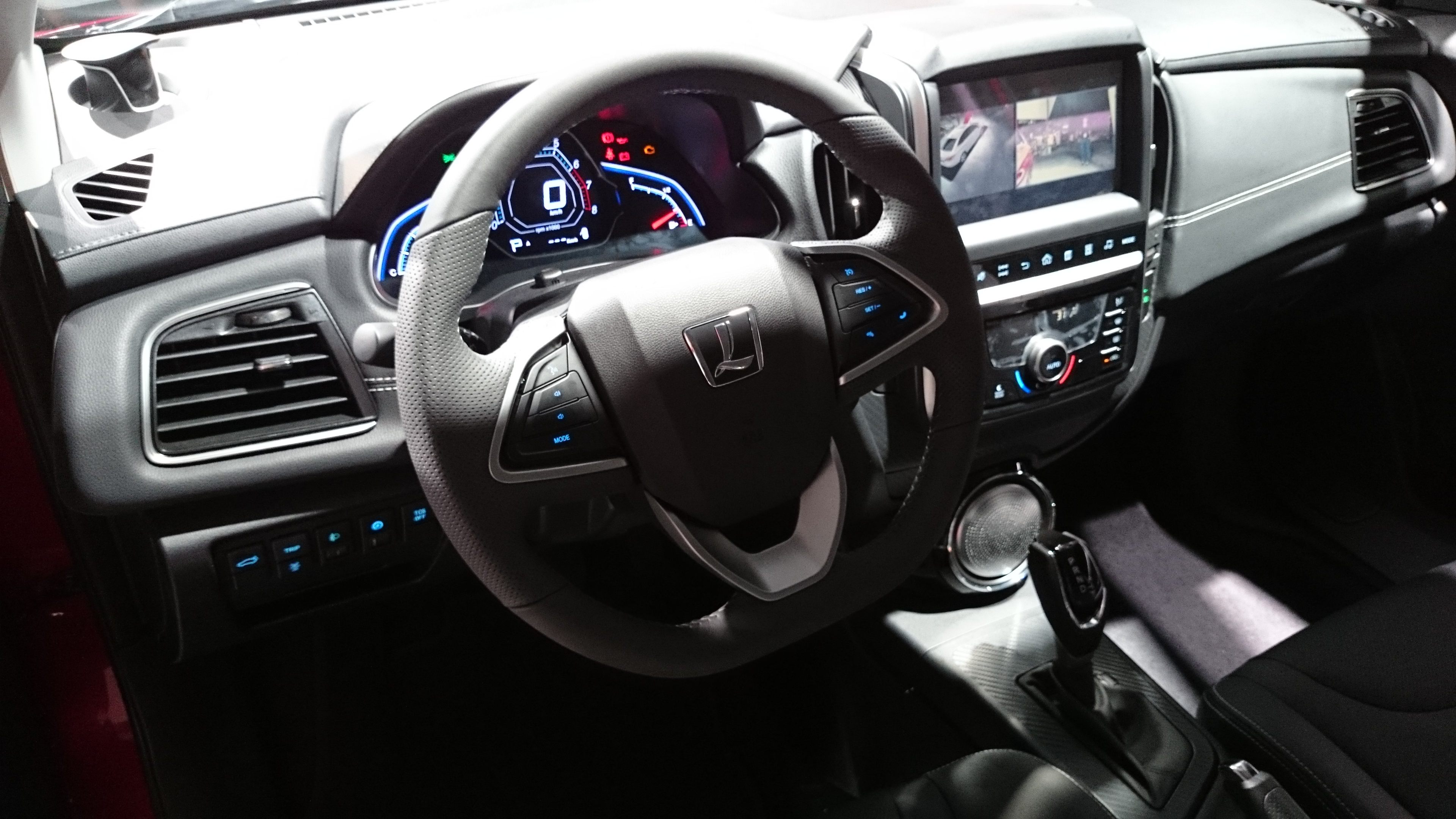
럭스젠 S3의 내부

S3는 럭스젠 최초의 소형차로, 럭스젠 S5 소형 세단의 하위 모델이다. 이 차량은 HAITEC와 디자인 센터에서 스타일링을 맡았으며, 2016년 타이베이 모터쇼에서 럭스젠 S3 EV+ 컨셉트로 미리 공개되었다. S3는 럭스젠 브랜드의 두 번째 세단 제품이다. 둥펑 자동차에서 공급한 1.6리터 DFMA16 엔진을 탑재해 116 마력 (87 kW) 발휘한다. 3D X-View+ 3D 비전 어시스트 시스템, 액티브 이글 뷰 플러스, 360도 카메라 시스템, 사이드 뷰 플러스 카메라 시스템이 탑재되어 있다. 최초 출시에는 5가지 트림 레벨이 포함되며 시작 가격은 약 17,000달러이다. 해치백 버전은 아직 개발되지 않았지만, 세단을 기반으로 한 소형 해치백 크로스오버인 럭스젠 U5가 2017년에 출시되었다.
2018년 1월에 대만 시장에서 판매를 시작했다. 새로운 모델은 모든 트림에 6개의 에어백, 전자식 차량 안정 제어, 견인력 제어, 경사로 출발 지원, 전동 조절 사이드 미러를 갖추고 있으며 기타 장비로는 12인치 디스플레이, AR view+ 시스템, 투톤 외장 등이 있다.

## EV+
M7 EV+와 마찬가지로 AC Propulsion과 공동 개발한 S3 EV+라는 럭스젠 S3 전기 자동차를 출시했다. 원래 석유를 연료로 한 S3가 럭스젠 S3 EV+ 컨셉으로 판매되기 전에 출시되었으며 생산 석유 연료 S3를 미리 보기 위해 S3 EV+는 최대 150 킬로와트 (201 hp) 의 E-Drive 모터로 구동된다.

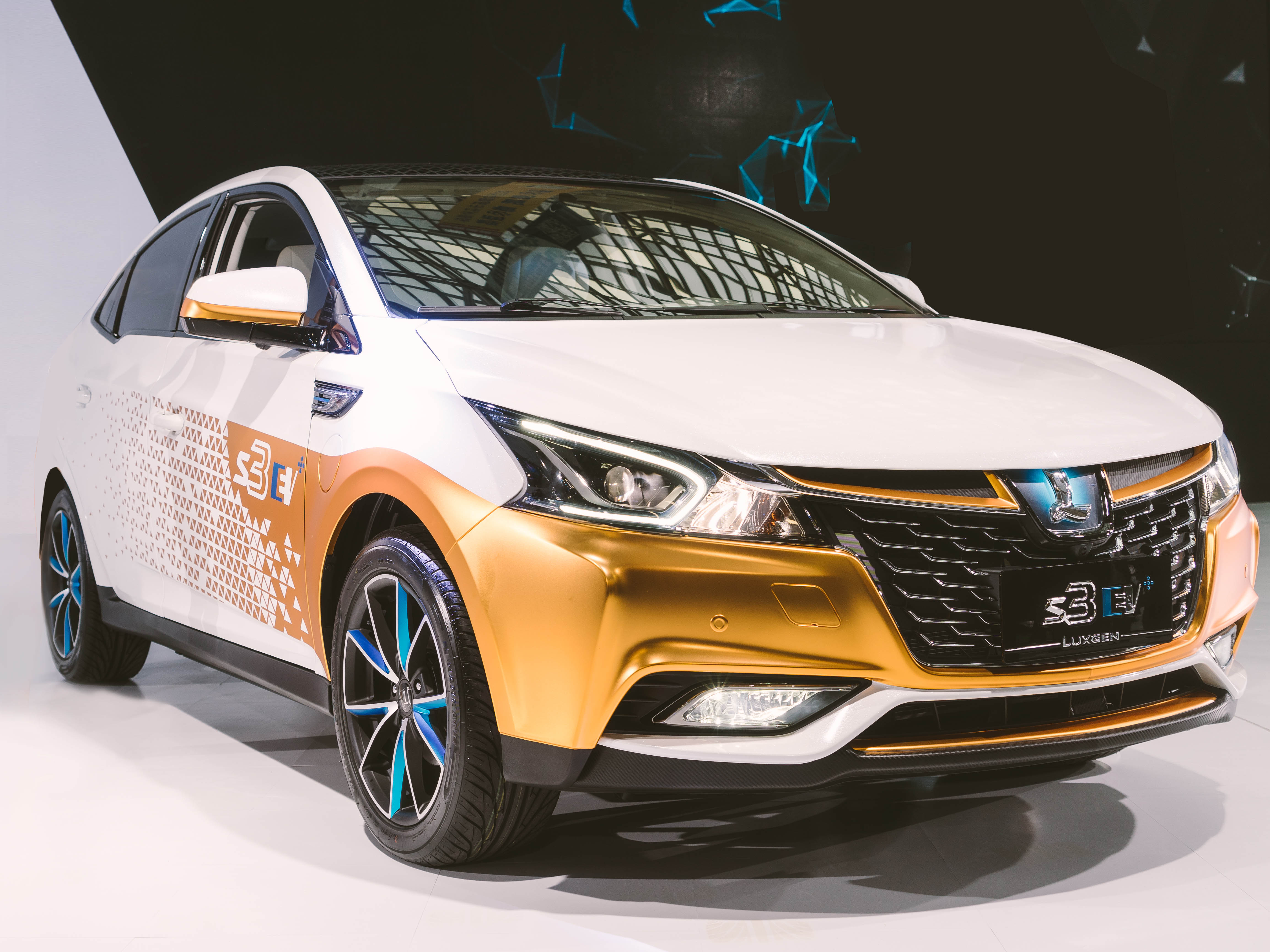
럭스젠 S3 EV+ 컨셉트 전면 보기

## 생산 중단
2020년 기준 생산이 중단되었으며 전기 모델로 재출시될 것이라고 확인했다.